# Subotinac
Subotinac (en serbe cyrillique : Суботинац) est un village de Serbie situé dans la municipalité d'Aleksinac, district de Nišava. Au recensement de 2011, il comptait 864 habitants.
Subotinac est situé sur les bords de la Sokobanjska Moravica, un affluent droit de la Južna Morava.

## Démographie

### Évolution historique de la population
| 1948  | 1953  | 1961  | 1971  | 1981  | 1991  | 2002  | 2011 |
| ----- | ----- | ----- | ----- | ----- | ----- | ----- | ---- |
| 1 691 | 1 826 | 1 939 | 1 643 | 1 481 | 1 311 | 1 061 | 864  |

|  |